# Villaco
Villaco (o Villacco, in tedesco Villach, pronuncia [ˈfɪlax], ; in sloveno Beljak, in friulano Vilac), con 61 887 abitanti, è la seconda città per abitanti del Land della Carinzia, nel sud dell'Austria. La città ha ottenuto il titolo di Città alpina dell'anno 1997.

## Geografia fisica
La città è situata in Carinzia, vicino ai confini italiano e sloveno. Posta al centro di una conca, è attraversata dal fiume Drava e sorge vicino al punto di confluenza dell'affluente Gail.

## Origine del nome
Il nome Villach potrebbe derivare dal nome di una stazione del dazio romano, chiamata Bilachinium o Bilachium, che recentemente si tende a situare nei pressi dell'odierna Tarvisio.

## Storia
I più antichi reperti che attestano una presenza umana nell'area di Villaco risalgono al tardo Neolitico. Ritrovamenti di epoca romana, risalenti al I secolo a.C., attestano l'esistenza di una stazione di cambio stradale chiamata Santicum.
Si presume che questa stazione sia stata vicina alle sorgenti termali di Warmbad, nel sud dell'odierna città. D'altra parte, una stazione doganale romana Bilachinium, che per un certo periodo è stata ipotizzata essere nei pressi dell'odierna Villach, si trovava in realtà nella Val Canale, vicino a Camporosso.  A partire dal VII secolo nella zona si stabilirono popolazioni slave che diedero vita alla Carantania, dal 740 possesso dei duchi di Baviera e successivamente del Sacro Romano Impero. La città e il suo ponte sul fiume Drava vengono nominati per la prima volta in un documento dell'878 come: pontem Uillah. 
Ed è proprio la Drava a partire dall'811 a segnare il confine tra le diocesi di Aquileia e Salisburgo: Villaco ed il suo attraversamento si trovano ad essere quindi un importante posto di confine. Nel 979 la città fu assegnata dall'imperatore Ottone II come feudo al vescovo di Bressanone Albuino. Nel 1007 il borgo di Villaco e i suoi territori vennero donati dall'imperatore Enrico II il Santo alla diocesi di Bamberga, la quale ne mantenne il possedimento fino al 1759 e dalla sede amministrativa Burg an der Drau i vescovi governarono il territorio per 752 anni. Nel 1060 divenne sede di mercato e nel 1240 fu elevata al rango di città.
La città fu ricostruita più volte a causa di numerosi incendi e dei due devastanti terremoti del 1348 e del 1690. Il terremoto del 1348 fu talmente distruttivo che le onde sismiche distrussero un circondario molto esteso di varie decine di chilometri, e fu sentito e quindi ricordato in molte cittadine italiane. Probabilmente quello del 1348 fu di magnitudo 7 Richter con profondità elevata, oltre i 20-30 km. Decine di migliaia i morti, anche in Veneto e Friuli. (GPdaVi). Attorno alla prima metà del XVI secolo Villaco divenne il centro carinziano della Riforma protestante. Gli abitanti di fede protestante furono costretti ad emigrare nel secolo successivo, accelerando il declino economico della città.
L'imperatrice Maria Teresa d'Austria nel 1759 acquistò per la somma di 1 milione di fiorini la città e tutte le proprietà carinziane della diocesi, annettendole alla Casa d'Austria. Con le riforme introdotte dall'imperatrice absburgica Villaco divenne, come Klagenfurt e Völkermarkt, capoluogo di un distretto. In età napoleonica dal 1809 al 1813 Villaco e il suo distretto furono incorporati nelle Province Illiriche. Nel 1864 la città viene collegata alla rete ferroviaria meridionale austriaca divenendone in breve un importante snodo e ricavandone nuovo impulso allo sviluppo economico.
Durante la prima guerra mondiale la città si ritrovò nelle immediate retrovie del fronte e fu sede del comando della 10ª armata austriaca. Al termine del conflitto una sezione del suo distretto – la Val Canale con il centro di Tarvisio – fu ceduta all'Italia mentre il suo territorio fu rivendicato dal neo-costituito Regno dei Serbi, Croati e Sloveni che tentò di occuparlo militarmente arrivando fino alle porte della stessa Villaco. Gli si frappose una milizia territoriale volontaria austriaca formatasi dai reparti carinziani del defunto esercito absburgico. Tra i due schieramenti s'interpose l'esercito italiano come osservatore e paciere su mandato delle potenze vincitrici.
Nelle trattative che seguirono, Villaco, a netta maggioranza germanofona, fu esclusa dalle rivendicazioni jugoslave, ma nel territorio immediatamente ad est della città fu costituita una vasta zona d'amministrazione militare la cui sorte rimaneva incerta. Nel successivo referendum popolare indetto per stabilirne la futura assegnazione, un'ampia maggioranza della popolazione si espresse in favore al mantenimento della sovranità austriaca. Nel secondo conflitto mondiale, tra il 1944 e il 1945, Villaco fu pesantemente colpita da 40 attacchi aerei, che causarono 300 vittime e 1 300 edifici distrutti o seriamente danneggiati. Nel corso del Novecento il Comune di Villaco si allarga a più riprese, nel 1905 e nel 1973, incorporando alcuni comuni limitrofi.

## Monumenti e luoghi d'interesse
- Hauptplatz (Piazza Centrale)

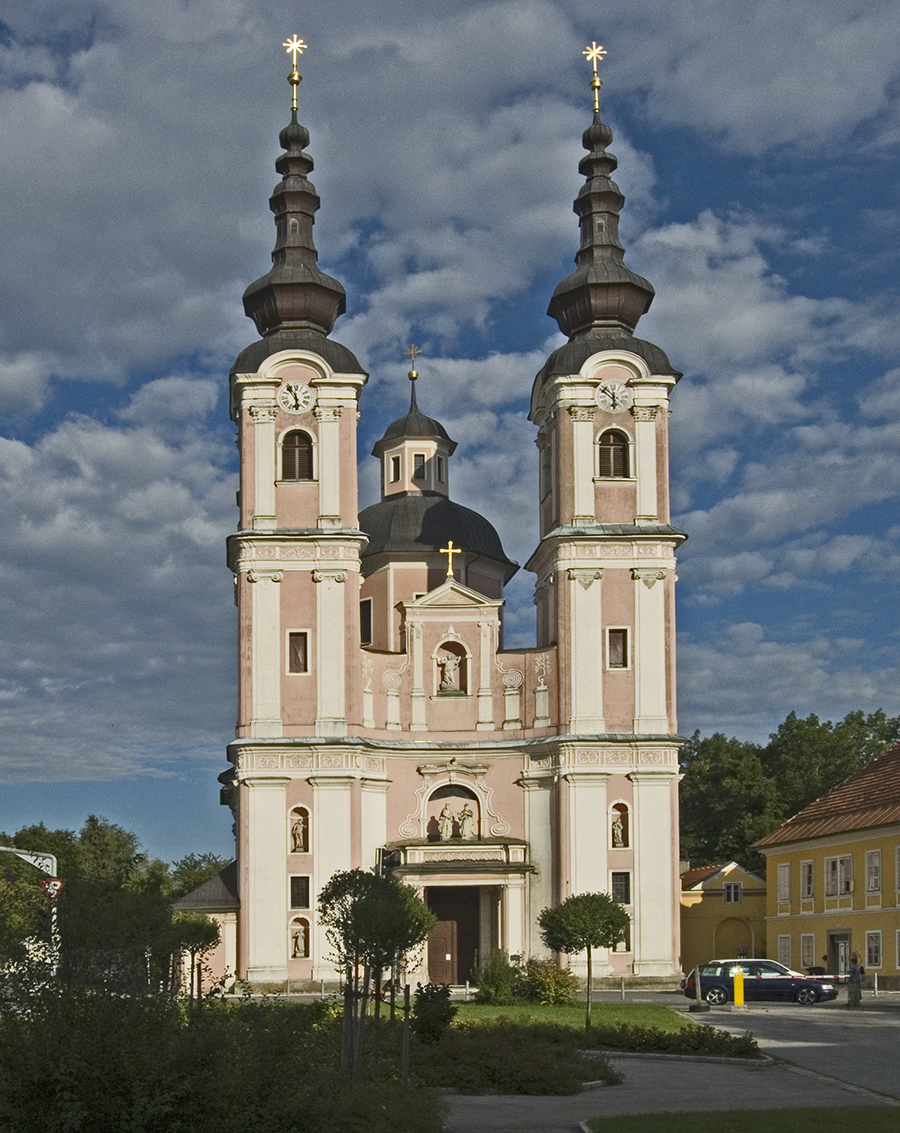
La chiesa di Santa Croce (Kirche zum Heiligen Kreuz)

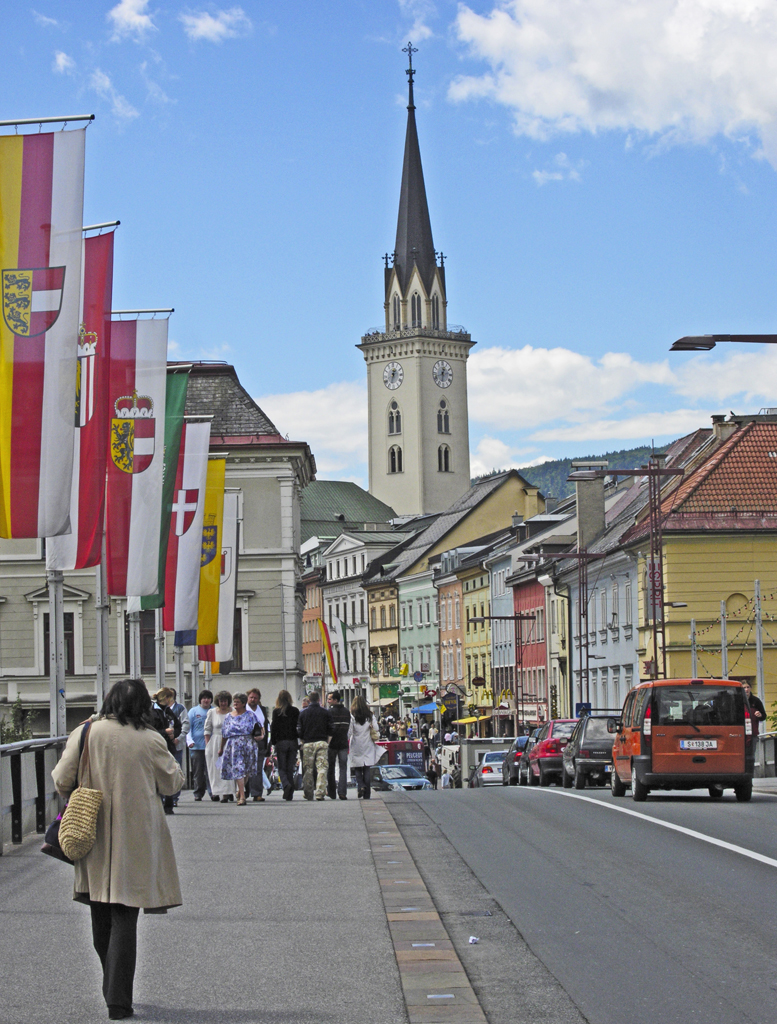
La strada centrale pedonale di Villaco vista dal ponte sulla Drava

In questa piazza leggermente in salita si affacciano numerosi edifici storici della città quali la sontuosa "Grottenegghaus" al n. 7, casa costruita tra il XIV e il XV sec. proprietà dei conti Della Grotta Von Grottenegg prima e in seguito sede degli uffici imperiali dei dazi e della dogana. Al n. 13 la "Neumannhaus" cinquecentesca dimora cittadina di Anna Neumann Von Wasseleonburg. Al n. 26 il palazzo cittadino dei Khevenüller, in questo edificio nel 1552 Christoph Freiherr Von Khevenüller ospitò per quasi due mesi l'imperatore Carlo V.
Lo stesso palazzo fra il 1748 ed il 1875 divenne "Stazione Postale" di Villach (oggi Hotel Palais26).
- Stadtpfarrkirche St. Jakob (Chiesa parrocchiale urbana di San Giacomo).
- Nikolaikirche (Chiesa di San Nicolò).
- Heiligenkreuzkirche (Chiesa parrocchiale di Santa Croce) in stile barocco.
- Warmbad, importante stazione termale già nota nell'epoca romana.
- Castel Werthenau
- Castello di Mörtenegg

### Dintorni
- Il Burgruine Landskron (castello di Landskron), dalle cui terrazze si gode una ampia vista di Villaco e del lago di Ossiach.
- La Villacher Alpenstraße, strada panoramica (a pagamento) che in 17 km porta ai piedi del monte Dobratsch (2 168 m).
- Il Faaker See (lago di Faak), con la caratteristica rocca di Finkenstein.
- L'Ossiacher See (lago di Ossiach), con il comprensorio sciistico della Kanzelhöhe-Gerlitzengipfel.

## Infrastrutture e trasporti
La città è servita dalla stazione di Villaco Centrale.

## Sport
Stazione sciistica specializzata nello sci nordico, la città è attrezzata con i trampolini della Villacher Alpenarena.
Nell'hockey su ghiaccio la squadra più importante è l'EC VSV, per sei volte campione d'Austria.

## Amministrazione

### Gemellaggi
La città è gemellata con:
- Bamberga, dal 1973
- Suresnes, dal 1992
- Udine, dal 1979
- Kranj, dal 2008
- Tolmino, dal 2014

### Città amiche
- Kaposvár, dal 1994
- Bled, dal 2002